# Фигейреду (Амареш)
Фигейреду (порт. Figueiredo) — район (фрегезия) в Португалии, входит в округ Брага. Является составной частью муниципалитета Амареш. Находится в составе крупной городской агломерации Большое Минью. По старому административному делению входил в провинцию Минью. Входит в экономико-статистический субрегион Каваду, который входит в Северный регион. Население составляет 1040 человек на 2001 год. Занимает площадь 3,22 км².